# 赵国均
赵国均（1943年—），辽宁沈阳人，中国人民解放军海军中将。
1999年，接替杨玉书，任东海舰队司令员；2006年，由徐洪猛接任。2001年，晋升中国人民解放军海军中将军衔。